# Fomitopsis durescens
Fomitopsis durescens är en svampart som först beskrevs av Lee Oras Overholts, och fick sitt nu gällande namn av Gilb. & Ryvarden 1986. Fomitopsis durescens ingår i släktet Fomitopsis och familjen Fomitopsidaceae.   Inga underarter finns listade i Catalogue of Life.